# Saint-Frion
 Saint-Frion  es una comuna (municipio) de Francia, en la región de Lemosín, departamento de Creuse, en el distrito de Aubusson y cantón de Felletin.
Su población en el censo de 1999 era de 177 habitantes.
Está integrada en la Communauté de communes d’Aubusson-Felletin.

## Demografía
| 204 | 238 | 225 | 191 | 180 | 177 |
| Para los censos de 1962 a 1999 la población legal corresponde a la población sin duplicidades (Fuente: INSEE [Consultar]) |     |     |     |     |     |